# Orchesellidae
Orchesellidae (лат.) — семейство ногохвосток (Collembola). Описано в 1906 году, включает 18 родов и более 260 видов.

## Описание
Отличаются укороченным четвертым члеником брюшка, он менее чем в 2 раза длиннее третьего сегмента. У представителей подсемейства Heteromurinae тело покрыто чешуйками. Постантеннальный орган может быть развит (Orchesellinae) или отсутствовать (Nothobryinae). Мукро прыгательной вилки с двумя (Orchesellinae) или тремя (Bessoniellinae) зубцами.

## Список родов
Подсемейства и рода:
Bessoniellinae Soto-Adames, Barra, Christiansen & Jordana, 2008
- Bessoniella Deharveng & Thibaud, 1989

Heteromurinae Absolon & Kseneman, 1942
- Heteromurini Absolon & Kseneman, 1942
  - Alloscopus Börner, 1906
  - Dicranocentrus Schött, 1893
  - Dicranorchesella Mari Mutt, 1977
  - Falcomurus Mandal, 2018
  - Heteromurus Wankel, 1860
  - Heteromurtrella Mari Mutt, 1979
  - Pseudodicranocentrus Mari Mutt, 1981
  - Verhoeffiella Absolon, 1900
- Mastigocerini Mari Mutt, 1980
  - Mastigoceras Handschin, 1924

Nothobryinae Soto-Adames, Barra, Christiansen & Jordana, 2008
- Capbrya Barra, 1999
- Hispanobrya Jordana & Baquero, 2005
- Nothobrya Arlé, 1961

Orchesellinae Börner, 1906
- Corynothrichini Mari Mutt, 1980
  - Australotomurus Stach, 1947
  - Corynothrix Tullberg, 1877
  - Orchesellides Bonet, 1930
- Orchesellini Börner, 1906
  - Orchesella Templeton, 1836
  - Neorchesella Mari Mutt, 1981